# توماس روبرتس
توماس روبرتس (بالإنجليزية: Thomas Roberts)‏ (1 يناير 1903 ببرستل في المملكة المتحدة - ) هو لاعب كرة قدم بريطاني في مركز مهاجم داخلي. لعب مع نادي بريستول روفيرز وLovell's Athletic F.C. ‏ وTrowbridge Town F.C. ‏.